# Pantai Lombang
Pantai Lombang är en strand i Indonesien.   Den ligger i provinsen Jawa Timur, i den västra delen av landet, 800 km öster om huvudstaden Jakarta. Pantai Lombang ligger på ön Madura.